# Palazzo Canavese
Palazzo Canavese – miejscowość i gmina we Włoszech, w regionie Piemont, w prowincji Turyn.
Według danych na rok 2004 gminę zamieszkiwały 782 osoby, 156,4 os./km².